# Verona van Leefdaal
Verona van Leefdaal is een heilige in de rooms-katholieke kerk.
Zij leefde in de 9e eeuw en zou een zus zijn van Veronus van Lembeek die als kluizenaar ging leven en, voordat hij vertrok, voorspelde hij dat zijn dood tot wonderbaarlijke tekenen zou leiden. Er zou een storm opsteken en de bomen zouden omvallen in de richting van zijn graf.
Toen de tekenen zich voordeden ging zij op weg en kwam uit in Berchem, van waar hij naar Lembeek werd doorverwezen. Daar vond hij Veronus' lijk dat nog ongeschonden bleek te zijn.
De heilige wordt aangeroepen tegen de koorts.
Verwarring kan ontstaan met Verona van Leuven (ook: Verona van Mainz) die dochter zou zijn geweest van de in 875 gestorven Lodewijk II van Italië, keizer van het Roomse Rijk. Mogelijk gaat het om dezelfde persoon.
De Sint-Veronakapel te Sint-Verona is aan haar gewijd.